# Winrock International
Winrock International (Винрокский международный институт по развитию сельского хозяйства) — американская некоммерческая организация со штаб-квартирой в городе Литтл-Рок (штат Арканзас). Финансируется Управлением международного развития США (USAID — US Agency for International Development). Ведёт свою деятельность в развивающихся странах.
Winrock International является признанным лидером в США и в международном сообществе, предлагая и предоставляя пути решения для некоторых сложных социальных, сельскохозяйственных и экологических проблем в мире. Миссия Winrock International заключается в расширении возможностей уязвимых слоев населения, расширении экономических возможностей и сохранении природных ресурсов.
Winrock является некоммерческой организацией, которая реализует более 140 проектов в области сельского хозяйства, окружающей среды и социального развития в более чем 46 странах. Ежегодный доход компании составляет 100 миллионов долларов, в ней работают более 1000 сотрудников по всему миру, управляемых из пяти офисов Winrock и десятков офисов по проектам. Winrock сочетает в себе технические знания и предпринимательские инновации для улучшения жизни людей по всему миру.

## История
В 1953 году Уинтроп Рокфеллер основал Winrock Enterprises и Winrock Farms в Моррилтоне, штат Арканзас. Фермы Winrock служили модельным объектом для тестирования и демонстрации методов ведения сельского хозяйства, которым могли подражать другие фермеры. После его смерти попечители Рокфеллера создали Международный научно-исследовательский и учебный центр животноводства Winrock. В 1985 году центр объединился с двумя другими организациями Рокфеллера — Советом по сельскохозяйственному развитию (основанным Джоном Д. Рокфеллером III) и Международной службой сельскохозяйственного развития (основанным Фондом Рокфеллера). Организация стала известна как Winrock International.